# Der Herr des Hauses
Der Herr des Hauses (Originaltitel: Man of the House) ist eine US-amerikanische Actionkomödie aus dem Jahr 2005. Regie führte Stephen Herek, das Drehbuch schrieben Robert Ramsey, Matthew Stone und John J. McLaughlin.

## Handlung
Der Texas Ranger Roland Sharp, seine Partnerin und der FBI-Agent Eddie Zane wollen Morgan Ball verhören, dessen Aussage einen Drogenbaron des Mordes überführen soll. Der Zeuge flieht während einer Schießerei und wird kurze Zeit später von einem Mann erschossen, den er zu kennen scheint. Der Mord wird von fünf Cheerleaderinnen beobachtet: Anne, Teresa, Evie, Heather und Barb. Die Frauen werden vernommen, aber sie geben widersprüchliche Beschreibungen des Schützen. Daraufhin werden sie in ihrem Wohnheim von Sharp und zwei anderen Rangern bewacht.
Es stellt sich heraus, dass Zane mit den Drogenhändlern zusammenarbeitet. Er tötet auf Anordnung des Drogenbarons einen Komplizen und sucht die Cheerleaderinnen. Währenddessen lernt der geschiedene Sharp die Englischlehrerin Molly McCarthy kennen.
Die Cheerleaderinnen entgehen bei einem Anschlag Zanes nur knapp dem Tod. Zane entführt nach dem misslungenen Anschlag Emma, Sharps Tochter. Er verlangt, dass Sharp das Geld überbringt, welches Ball in einem Schließfach deponierte. Die Cheerleaderinnen belauschen das Gespräch und befreien Emma.
Zane versucht, nach Mexiko zu fliehen, aber er wird kurz vor der Grenze von Sharp angeschossen. Am Ende heiraten Sharp und McCarthy.

## Kritiken
James Berardinelli schrieb auf ReelViews, der Film sei nur dem Namen nach eine Actionkomödie, denn er beinhalte nichts, was witzig oder aufregend wäre. Die „stereotypen“ Charaktere der Cheerleaderinnen seien „uninteressant“ und kaum zu unterscheiden, Tommy Lee Jones’ Figur fehle der komische Gegenpart.
Kevin Thomas schrieb in der Los Angeles Times vom 28. Februar 2005, der Film sei nicht bahnbrechend – er versuche es nicht einmal – aber er sei eine „verträgliche Komödie“. Der Regisseur halte „die Dinge am Laufen“ und schaffe einige „beschwingte“ Actionszenen.
Das Lexikon des internationalen Films schrieb, der Film sei eine „alberne Klamotte mit einem verkrampften Hauptdarsteller und ohne jeden Anflug von Selbstironie“.

## Hintergründe
Der Film wurde in Austin, Texas und in Santa Clarita, Kalifornien gedreht. Seine Produktionskosten betrugen schätzungsweise 40 Millionen US-Dollar. Der Film spielte in den Kinos der USA ca. 19,1 Millionen US-Dollar ein. In Deutschland zählte man 20.909 Kinozuschauer. In einigen Ländern wie Ungarn, Argentinien, Brasilien und Japan wurde der Film direkt auf DVD bzw. Video veröffentlicht.